# Čcheng-chua
Císař Čcheng-chua (čínsky pchin-jinem Chénghuà, znaky 成化; 9. prosinec 1447 – 9. září 1487) vlastním jménem Ču Ťien-šen (čínsky pchin-jinem Zhū Jiànshēn, znaky 朱見深), od roku 1457 Ču Ťien-žu (čínsky pchin-jinem Zhū Jiànrú, znaky 朱見濡) z dynastie Ming vládl v letech 1464–1487 mingské Číně. Nastoupil po svém otci, císaři Jing-cungovi. Po převzetí vlády s novým rokem vyhlásil éru „Úplné změny“, Čcheng-chua. Název éry je používán i jako jméno císaře.
Narodil se jako Ču Ťien-šen císaři Jing-cungovi roku 1447. O dva roky později byl jeho otec v bitvě u Tchu-mu zajat Mongoly, sesazen a po návratu ze zajetí novým císařem Ťing-tchajem, mladším bratrem Jing-cunga, odsunut do ústraní v domácím vězení. V době otcova zajetí byl Ču ťien-šen jmenován korunním princem, po třech letech však o postavení následníka trůnu přišel. Až po Ťing-tchajově svržení a smrti roku 1457 se Jing-cung vrátil na trůn a Ču Ťien-šen, nyní přejmenovaný na Ču Ťien-žua, se opět stal korunním princem.
Na trůn nastoupil po otci v únoru 1464 v šestnácti letech. V prvních letech vlády zavedl novou politiku zahrnující snížení daní a posílení moci státu. Nicméně po čase se kladný účinek změn vyčerpal a v posledních letech jeho panování začali v Zakázaném městě dominovat eunuchové, nechvalně známí Wang Č’ a Liang Fang. Pozitivní prvky císařovy vlády byly postupně negovány jeho tendencí ke zvýhodňování oblíbenců namísto povyšování schopných. To vedlo k rozšíření korupce a obohacování protekcionářů na úkor státní pokladny. Po celé zemi vypukly rolnické revolty, ale byly rázně potlačeny. Císař vládl více autokraticky než jeho předchůdci, když posílil tajnou policii sledující nálady v zemi.
Na císaře měla velký vliv Wan Čen-er, palácová dáma starší než on. Stala se jeho oblíbenou ženou zejména po porodu syna roku 1464; dítě brzy zemřelo, ale paní Wan si udržela moc nad císařem i nad jeho harémem – s věrnými eunuchy nutila ostatní ženy k potratům, otěhotněly-li s císařem, nevyhýbala se ani otrávení matek i dětí, pokud porodily. Až roku 1475 se císař mohl dozvědět o existenci svého pětiletého syna Ču Jou-tchanga, do té doby přežívajícího v utajení.
Čcheng-chua se považoval za velkého válečníka a věnoval armádě velkou pozornost. V boji proti Mongolům dosáhla v 70. letech 15. století reorganizovaná mingská vojska podstatných vítězství, prvních od roku 1449. Budovaly se obranné zdi v Šen-si a Šan-si, základ dochované Velké čínské zdi. Ve spojení s Koreou Číňané úspěšně válčili s džürčenskými kmeny ve východním Mandžusku.
Čcheng-chua zemřel roku 1487 po třiadvaceti letech vlády, na trůn po něm nastoupil Ču Jou-tchang jako císař Chung-č’.

## Dětství a mládí, nástup na trůn
Čcheng-chua se narodil 9. prosince 1447, jeho vlastní jméno bylo Ču Ťien-šen, Čcheng-chua bylo jméno jeho panovnické éry. Byl nejstarším synem císaře Jing-cunga a jedné z jeho vedlejších manželek, paní Čou.
Roku 1449 byl jeho císařský otec zajat Mongoly v bitvě u Tchu-mu. Poté v čele vlády prozatímně stanul mladší bratr zajatého císaře Ču Čchi-jü a současně byl Ču Ťien-šen prohlášen následníkem trůnu. O několik dní později se Ču Čchi-jü stal císařem, znám je jako císař Ťing-tchaj. Roku 1450 Mongolové zajatého Jing-cunga vrátili Číňanům, ale Ťing-tchaj ho uvrhl do domácího vězení. Ču Ťien-šen zůstal následníkem do roku 1452, kdy byl degradován na knížete z I (沂王). Žil oddělen od rodičů ve špatných materiálních podmínkách a pod tlakem situace začal koktat. Nový následník, jediný syn Ťing-tchaje, však zemřel už roku 1453. Nástupnická otázka zůstala otevřená a pozice Ču Ťien-šena nejistá, dokud koncem roku 1456 Ťing-tchaj neonemocněl. Nejistotu využili stoupenci Jing-cunga, kteří v únoru 1457 provedli převrat a dosadili Jing-cunga zpět na trůn.
Ču Ťien-šena 1. března 1457 otec jmenoval korunním princem. Současně mu změnil jméno z Ťien-šen na Ťien-žu, patrně protože původní jméno vybrané roku 1449 Ťing-tchajem bylo pro Jing-cunga nepřijatelné.
Ču Ťien-šen byl malíři zobrazován jako spíše robustně stavěný, s plnými tvářemi, bystrýma očima, velkými ušními lalůčky a zastřiženým knírem a bradkou. Stejné středoasijské rysy jsou vidět na portrétech jeho předků až po prapraděda. Jeho syn a nástupce, přestože také bradatý, byl drobnější a i další císaři byli jižního gracilního typu. Jako dítě Ču Ťien-šen reagoval pomalu a navíc koktal. Jing-cung měl proto pochybnosti o jeho inteligenci a schopnosti vládnout, nicméně velcí sekretáři (především Li Sien) ho přiměli k zachování nástupnictví pro nejstaršího syna.
Jing-cung zemřel 23. února 1464. Následující den byla jmenována dvanáctičlenná císařská rada, která měla projednávat vládní politiku a radit mladému císaři. V radě bylo šest úředníků: velký sekretář Li Sien, ministr státní správy Wang Ao, ministr daní Nien Fu, velký sekretář Pcheng Š’, ministr vojenství Ma Ang (1399–1476) a velký sekretář Čchen Wen (1405–1468), čtyři eunuchové: Liou Jung-čcheng, Sia Š’, Fu Kung, Niou Jü a dva vojáci: Sun Ťi-cung, markýz z Chuej-čchang, a Sun Tchang, markýz z Chuaj-ning. Na trůn Čcheng-chua usedl 28. února 1464.
Při převzetí vlády už byl pod vlivem své oblíbenkyně Wan Čen-er, původně služebné jeho babičky, císařovny Sun, a plnil jí jakákoli přání. Inteligentní a cílevědomá Wan byla zprvu jeho chůvou, později konkubínou. Při nástupu Čcheng-chuy na trůn jí bylo 34 let, dvakrát více než sedmnáctiletému císaři.

## Vztahy vpaláci

### Excísařovny a císařovny

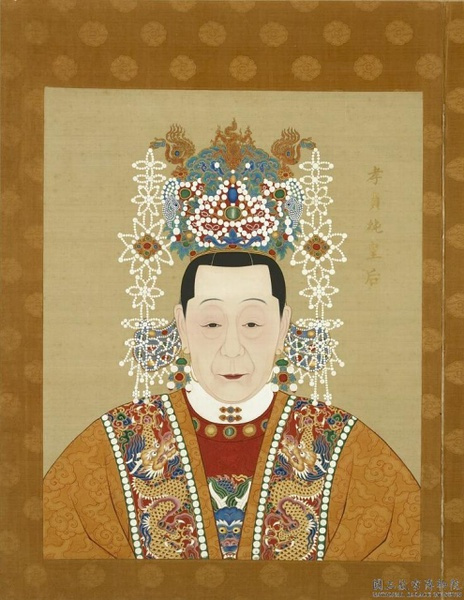
Portrét Čcheng-chuovy císařovny Wang, anonymní autor dynastie Ming

Konflikty mezi ženami uvnitř Zakázaného města se nepříznivě odrazily na císařově prestiži. První incident nastal hned v den nástupu na trůn, když vzplanula diskuze nad titulem Jing-cungovy vdovy, císařovny Čchien. Podle řádů měla dostat titul císařovna vdova (chuang-tchaj-hou), ale císařova vlastní matka paní Čou si tentýž titul nárokovala také. Byla sice jen druhořadou manželkou Jing-cunga, ale nyní matkou panujícího císaře, a proto požadovala stejný status jako excísařovna Čchien. Paní Čou argumentovala též svou věrností Jing-cungovi, za kterou zaplatila strádáním s ním v domácím vězení v letech 1450–1457.
V konfliktu mezi matkou a nevlastní matkou císař nechal úředníky vyjádřit jejich mínění a tajně je k tomu povzbuzoval, otevřeně však jednal se zdánlivou neochotou. Na návrh Pcheng Š’a a Li Siena dostaly obě titul chuang-tchaj-hou, ale císařovna Čchien s přidanými před ním znaky Cch'-i (慈懿, „laskavá“). Paní Čou to vnímala jako diskriminaci a soustavně tlačila na své zrovnoprávnění. Mladý císař od hádajících se císařoven utíkal k paní Wan.
Po nástupu na trůn si Čcheng-chua vzal za císařovnu paní Wu, která se však vzápětí dostala do konfliktu s paní Wan a požadovala její bičování za nezdvořilost. Měsíc po svatbě proto panovník císařovnu zavrhl a zbavil titulu. Žila pak v ústraní v Zakázaném městě ještě 45 let. Ještě téhož roku 1464 se novou císařovnou stala paní Wang, která si dávala pozor, aby paní Wan nezkřížila cestu. Zůstala bezdětná a uchránila se tak její nepřízně.
Roku 1466 paní Wan porodila císařovi syna a obdržela hodnost „urozená dáma“ (kuej-fej). Jejich syn do roka zemřel a další děti neměla, ale ostře císaře střežila a ostatní ženy nutila k potratům, aby jejich případný syn neohrozil její postavení. O několik let později měl císař syna od jiné konkubíny, jmenoval ho v prosinci 1471 následníkem, ale dítě brzy zemřelo. Historikové se všeobecně domnívají, že v jeho smrti měla prsty paní Wan.

### Následník
Dvůr a vláda byli hluboce znepokojeni chybějícím dědicem a vlivem paní Wan, úředníci ji v podáních císaři kritizovali, císař je však odmítal s tím, že se vměšují do jeho soukromých záležitostí. Až když si v červnu 1475 povzdechl, že v osmadvaceti letech ještě nemá dědice, přítomný eunuch ho impulsivně upozornil na existenci pětiletého syna vychovávaného excísařovnou Wu.
Císař měl totiž o několik let dříve aférku s dívkou z Kuang-si příjmením Ťi, patrně jaoskou zajatkyní přivedenou do paláce kolem roku 1467. Roku 1469 se seznámila s císařem a otěhotněla. Paní Wan těhotenství odhalila, ale eunuchové nesplnili její příkaz k podání prostředku vyvolávajícího potrat a místo toho matku skryli v komnatách excísařovny Wu, kde 30. července 1470 porodila chlapce. Následujících pět let matka i dítě žili ve skrytu u paní Wu.
Nadšený císař syna uznal, dal mu jméno Ču Jou-tchang a přemístil ho do bezpečí pod ochranu císařovny vdovy Čou. O měsíc později paní Ťi zemřela za podezřelých okolností. Císař se poté odstěhoval z paláce obývaného paní Wan a svého dědice před paní Wan chránil. Císařovna vdova Čou následníka dokonce varovala, aby při návštěvách paní Wan nic nejedl ani nepil.

### Kamarila paní Wan

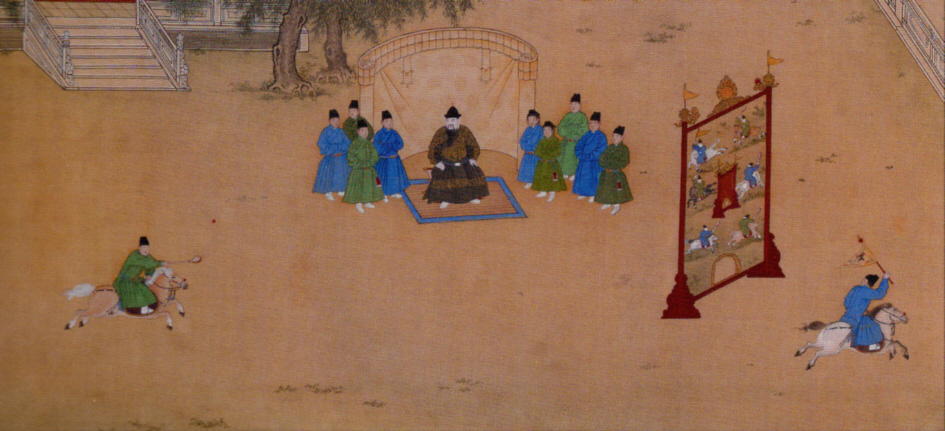
Čcheng-chua se s eunuchy baví hrou podobnou pólu na obraze Zábavy císaře Čcheng-chuy, anonymní autor 15. století, Palácové muzeum v Pekingu

Císař po roce 1475 evidentně žil nezávisleji na paní Wan, protože v letech 1476–1487 mu pět žen dalo jedenáct synů a šest dcer. Přestože císař s ní nadále nežil, jeho oddanost vůči ní nepolevila a snad ji podporou jejích činností chtěl kompenzovat svou nepřítomnost. V druhé polovině své vlády totiž jen zřídka omezoval její aktivity, často ilegální. Její agenti se angažovali v Jün-nanu v těžbě mědi, stříbra, zlata a drahokamů, v zahraničním obchodu, lovu perel v Kuang-tungu, výběru daní na dolním toku Jang-c’-ťiang, obchodu se solí. Roku 1483 si jeden z eunuchů při nákupu starožitností v Su-čou vedl tak arogantně, že místní úředníci a džentry skoro sáhli po zbraních. Poté, co se císař dozvěděl o jeho nepřístojnostech, nechal ho popravit. Její hlavní eunuch Liang Fang řídil císařský sklad v Pekingu, což mu dávalo možnost prodejem zboží za přemrštěné ceny zakrývat prodej úřadů organizovaný paní Wan.
Přese všechny stížnosti císař paní Wan nijak nepotrestal. Naopak trestal úředníky protestující proti jejímu zneužívání moci, nepřiměřeným výdajům a korupci, takže si podržela nemalý vliv až do své smrti roku 1487.
Jiným nechvalně známým eunuchem éry Čcheng-chua byl Wang Č’, původem Jao zajatý a vykastrovaný během protipovstaleckých tažení 60. let. Dostal se mezi služebníky paní Wan, měl však jen nevýznamné posty, dokud nebyl roku 1477 postaven do čela Západního křídla (Si-čchang), tajné policie doplňující již dlouho existující Východní křídlo. Záhy se dostal do sporu s velkým sekretářem Šang Luem a ministrem vojenství Siang Čungem a dosáhl jejich odvolání. Tehdy se ve funkcích drželi jen ti, kteří těsně spolupracovali s paní Wan, nebo ti co se stáhli a mlčeli. Wang Č’ terorizoval elitu metropole několik let, než byl roku 1482 odeslán z Pekingu na inspekci pohraničních vojsk. Roku 1483, poté, co důvěru císaře získala obvinění předložená jeho konkurentem z Východního křídla, ho císař přeložil do oddílu strážícího císařské hrobky v Nankingu.

## Hospodářství a kultura

### Obchod, řemesla a finance

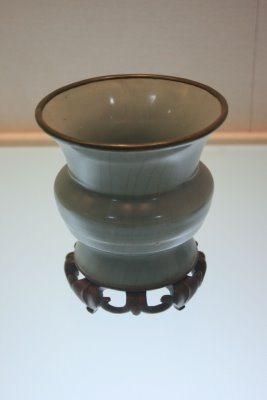
Porcelánová váza éry Čcheng-chua, Nankingské muzeum

Po desetiletích deprese se ve druhé polovině 15. století ekonomika Číny i okolních zemí začala vzpamatovávat. Bodem obratu byl růst těžby drahých kovů od 60. let. Těžba se zvedla mírně v Číně, jihovýchodní Asii, západní Africe a podstatně v Evropě. To vedlo k růstu dovozů východního zboží (pepře, koření, porcelánu) do střední Asie, na Blízký východ a do Evropy. V Číně se opětně rozběhly porcelánky v Ťing-te-čenu, obchod na jihovýchodním pobřeží vzkvétal. Mingská keramika se nejen vrátila na asijské a africké trhy, ale v 80. letech 15. století se dostala až do Evropy. Ťingtečenské výrobky éry Čcheng-chua patří designem i zdobením mezi nejlepší porcelán mingské éry. Zvláštní význam má rozvoj polychromie (tou-cchaj, 鬥彩, doslova „soupeření barev“), v následujícím století obdivované a napodobované.
Obchod podpořilo i zrychlení dopravy, když po velkých záplavách ve střední a jižní Číně roku 1465 nastoupila vlna výstavby mostů. Rozvíjelo se hedvábnictví; v 70. a 80. letech 15. století se výroba hedvábí v Ťiang-nanu přesunula s měst na venkov, takže v okolí jezera Tchaj-chu se doslova v „každé vesnici“ tkalo hedvábí. Vzestup hospodářství přinesl hluboké změny, růst měst i obchodu, zvláště na jihu a jihovýchodě, podpořený expanzí zahraničního obchodu po roce 1470 a dovozem japonského stříbra. Hospodářský růst přinesl bezprecedentní monetizaci ekonomiky.
Od uzavření mincoven ve 30. letech 15. století trval nedostatek měďáků. Příležitosti se chopili padělatelé. Občas se objevující návrhy bojovat se soukromou mincí obnovením státních ražeb byly odmítány a tak sítě ilegálních mincoven prosperovaly a jejich „nové mince“ vytlačovaly staré Jung-leho (vládl 1402–1424) měďáky i z pekingských trhů. Soukromé mince byly horší kvality, s příměsí cínu nebo železa viditelně odlišné, nicméně vzácnost starých ražeb nedávala obchodníkům na výběr a používali i tyto padělky, byť je brali za 1/2 až 1/3 nominální hodnoty. Někteří však nebrali žádné mingské mince, jiní se omezili na stříbro. Dělníci vyplácení v nekvalitních mincích na to dopláceli polovičním reálným příjmem. Mince proto mizely z oběhu a stát, podobně jako dříve se státovkami, se je snažil podpořit vyžadováním plateb v nich. Od 1465 tak bylo možno platit komerční poplatky ve státovkách i mincích. Vláda současně odmítala uvolnit mince ze státních pokladnic nebo odlévat nové.
Problémy s penězi poznamenaly i zahraniční obchod. Japonské mise z let 1468, 1477 a 1483 byly poznamenány úpornou snahou Japonců o návrat ke stavu za Jung-leho, kdy měnili své zboží za měďáky ve výhodnějším kurzu než mohli dosáhnout na trhu. Naopak cílem mingských úřadů byla minimalizace plateb v mincích a jejich náhrada hedvábím a jiným zbožím; také se pokoušely přinutit Japonce akceptovat „nové mince“ v nominální hodnotě, což Japonci považovali za zlodějnu. Mince se proto do Japonska dostávaly zejména podloudným obchodem.

### Zemědělství
Přes rozvoj obchodu, řemesel a měst nebyl stav zemědělství dobrý. Počet obyvatel mingské říše byl vysoký a dále rostl, ale koncem 15. století přetrvávalo relativně chladnější klima, které rolníkům nepřálo. Důsledkem byly hladomory v různých regionech severní a střední Číny, zejména v 60. letech, a vysoké ceny potravin – začátkem 70. let stála rýže dvaapůlkrát více než ve 30. letech 15. století. Bandité se množili dokonce i v okolí metropole. Vláda se snažila obyvatelstvu pomoci, organizovala stavbu zavlažovacích kanálů, při hladomoru v pekingské metropolitní oblasti poskytla obyvatelstvu proso ze státních zásob a nabízela uprchlým rolníkům návrat do jejich domovů, případně i prozatímní ubytování, přičemž jim poskytovala setbu, hospodářská zvířata a pětileté osvobození od daní.
V éře Čcheng-chua rozloha císařských statků vzrostla z nevelké velikosti na více než 80 tisíc hektarů; do začátku 16. století se zvětšily ještě šestnáctkrát. Jejich výnosy byly osobním příjmem panovníka. Osobní panství panovníka se setkalo s nevolí úředníků, jistý cenzor marně namítal, proč císař konkuruje statkářům, když mu patří celá země. Rozsáhlá panství získávaly rozhodnutím panovníka i císařovny vdovy, následník trůnu, příbuzní císařoven, eunuchové a různí oblíbenci, což stejně jako v případě císařských statků poškozovalo původní vlastníky půdy, změněné na nájemce, i státní pokladnu. Nejen císař a jeho okolí, ale i bohatí statkáři zvětšovali své pozemky na úkor ruinovaných drobných rolníků. Zejména v Ťiang-nanu tento vývoj kontrastoval s raným mingským obdobím, kdy vláda tamní velké pozemkové vlastníky omezovala a držela pod přísnou kontrolou.

### Kultura

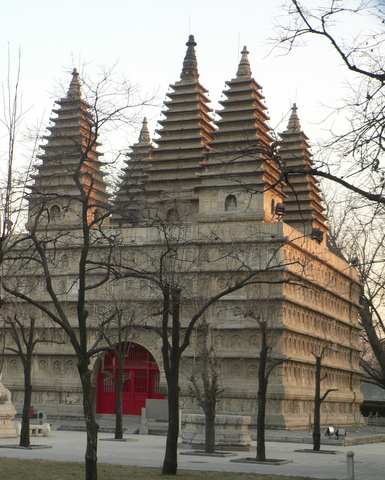
Buddhistický chrám Čen-ťüe z roku 1473 je postaven v neobvyklém architektonickém stylu „pagody diamantového trůnu“ inspirovaném chrámem Mahábódhi v Indii.

Císař byl známý jako schopný kaligraf; zachoval se jeho svitkový barevný obraz mytologického bojovníka s démony Čung Kchueje nazvaný Suej-čao ťia-čao (歲朝佳兆, Hodně štěstí k Novému roku) z roku 1481. Oblíbil si divadlo a hudbou a měl vlastní skupinu herců-eunuchů. Roku 1478 složil několik poém, nyní ztracených, roku 1483 napsal předmluvu k Wen-chua ta-šun (文華大訓), souboru ponaučení pro následníka. Podpoře císařského paláce se těšil buddhismus – na císařův příkaz bylo roku 1473 západně od Pekingu postaveno pět pagod v indickém stylu, patrně jediné takové v pekingské oblasti.
Nicméně většina konfuciánců se k buddhismu a buddhistickým metodám kultivace osobnosti stavěla odmítavě, kupříkladu tehdejší přední neokonfuciánec Chu Ťü-žen. K významným postavám tehdejšího intelektuálního života patřil i Čchen Paj-ša, učenec z Kuang-tungu, který vychoval řadu významných učenců a úředníků.

## Vnitřní politika

### Vztahy súředníky

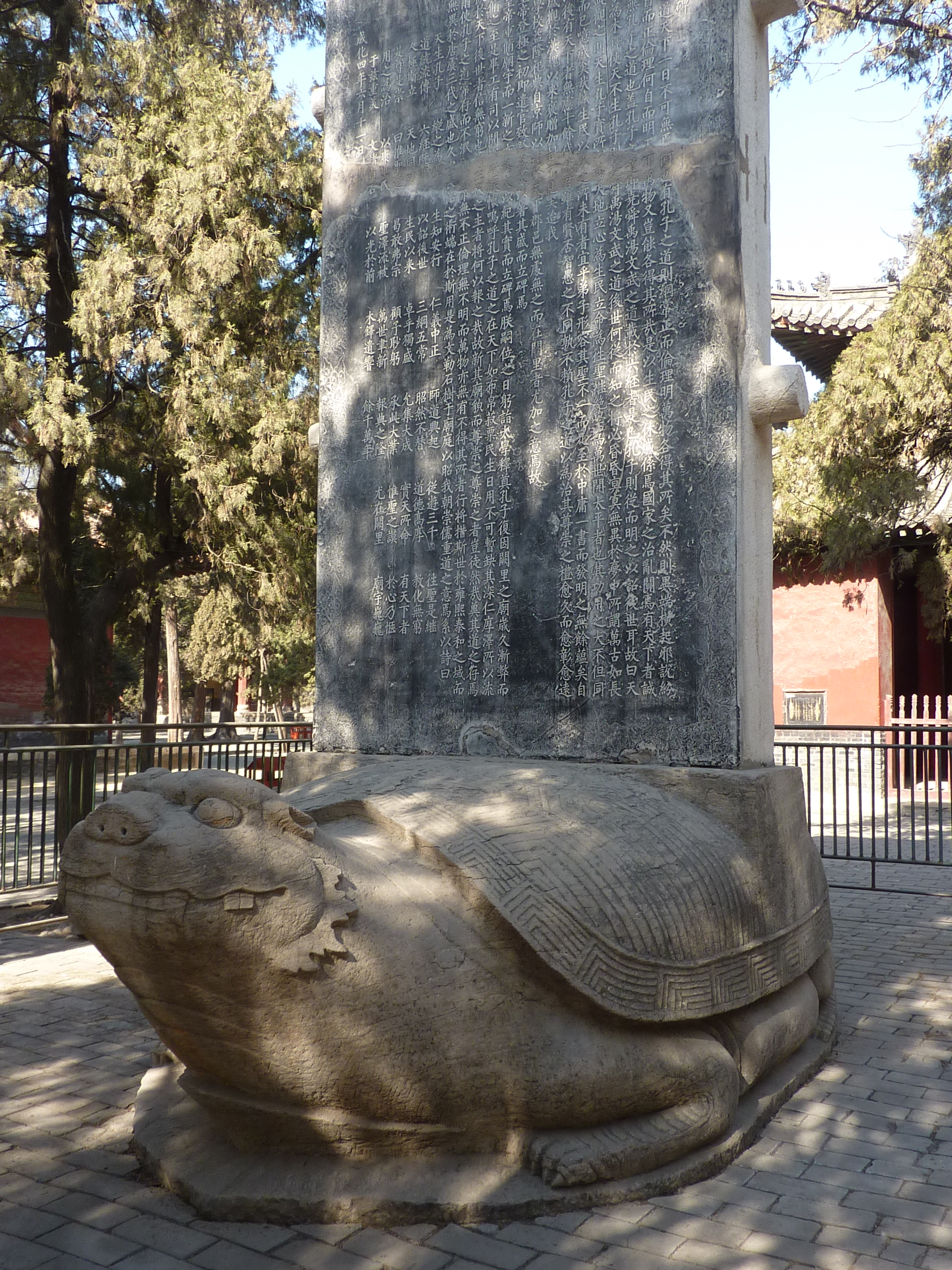
Stéla vztyčená roku 1468 jako připomínka renovace Konfuciova chrámu v Čchü-fu

Čcheng-chua byl osobně velkorysý, neusiloval o pomstu za ústrky svého dětství. S všeobecným souhlasem rehabilitoval nespravedlivě postižené z dřívějších dob, schvaloval opatření na pomoc oblastem postiženým hladomorem. Roku 1468 císař rozkázal zbít tři chanlinské akademiky, kteří se dostali do sporu s císařovnou vdovou Čou ohledně výzdoby při svátku lampionů. Obecně však Čcheng-chua nechával hodnostáře zbít jen zřídka, na rozdíl od ostatních císařů dynastie.
Ve vojenských i civilních záležitostech dal na rady velkých sekretářů a ministrů. Cenil si přímé a schopné státníky, ale dovolil paní Wang prosazovat nevhodné muže a při celkové nerozhodnosti se ve vládních diskuzích přelétavě přidával na tu či onu stranu. Jeho smířlivost omezila frakční soupeření, když jako jediný přetrvávající rozpor zůstala rivalita mezi seveřany a jižany, císařem o něco více preferovanými. Ze tří velkých sekretářů při nástupu Čcheng-chuy na trůn byl ze severu pouze Li Sien, kdežto Čchen Wen a Pcheng Š’ pocházeli z Ťiang-si.
Po roce 1464 měl nejvlivnější postavení ve vládě velký sekretář Li Sien, který dominoval i v posledních letech života Jing-cunga. Li Sien obsadil významné posty v administrativě svými kandidáty, vesměs schopnými a respektovanými muži. Jeho moc nebyla pociťována jako nepřiměřená, neboť při rozhodování vždy preferoval diskuzi. Zejména personální otázky vždy konzultoval s ministry státní správy (v případech úředníků) a vojenství (u důstojníků).
Původní velké sekretáře postupně doplnili a nahradili brilantní učenci Liou Ting-č’ († 1469) a Šang Lu (odvolaný roku 1477). Císař však do sekretariátu jmenoval i oportunistické a bezprincipiální Wan Ana († 1489) a Liou Ťiho († 1493). V posledních letech Čcheng-chuovy vlády měli silné postavení nechvalně známí eunuchové Wang Č’ a Liang Fang. Též kamarila kolem paní Wan měla nelichotivou reputaci. Pod jejich vlivem se císař vzdálil úředníkům a jeho ministři roky čekali na osobní setkání s panovníkem.

### Růst eunušské byrokracie
V průběhu 15. století rostl počet eunuchů císařského paláce a stále více jich sloužilo v civilních i vojenských funkcích i v provinciích. Koncem 15. století bylo eunuchů ve službě přes 10 tisíc a jejich počet se prakticky vyrovnal počtu regulérních civilních úředníků. V následujícím století ho dokonce předčil.
Eunuchové měli na starosti velký díl vojenských záležitostí, dohled nad nákupem koní v zahraničí a většinou (tributárního) zahraničního obchodu, výrobou zbraní, státní výrobou hedvábí, brokátu a porcelánu, obstarávání a dopravou potřeb dvora, spravování paláce, císařských hrobek. V neposlední řadě řídili i tajnou službu, jejíž činnost poskytovala nejvíce důvodů ke stížnostem. Protesty proti zvůli tajné služby, kvůli které žili úředníci, obchodníci i běžní obyvatelé metropole ve strachu ze zatčení a mučení, neměly úspěch. Naopak stály kariéru ministra Siang Čunga a sekretáře Šang Lua.
Výše uvedené záležitosti spravovala eunušská byrokracie nezávisle na civilních úřadech. Za Čcheng-chuy se rozšířila a upevnila a její moc začala být i formálně uznávána – příkladem bylo jmenování eunuchů do císařské rady sestavené po smrti Jing-cunga. Příkladem růstu moci eunuchů byl systém přezkumu soudních kauz. Prováděli ho „tři soudní úřady“, totiž cenzorát, ministerstvo trestů a Velký odvolací soud (Ta-li s’). Každý podzim přezkoumávaly rozsudky smrti a potvrzovaly je, zmírňovaly či vracely k došetření. Od 40. let 15. století někdy v poradách eunuši zastupovali císaře, v éře Čcheng-chua se vliv eunuchů dále zvýšil a neváhali v těchto poradách prosazovat své mínění proti velkým sekretářům a úředníkům.

## Války vnitřní ivnější

### Stav armády

Dělení říše Ming na provincie.

Čcheng-chua měl za svůj vzor válečnické císaře Süan-teho a Jing-cunga, svého praděda a děda. Snažil se o aktivní vojenskou politiku a neváhal s odměňováním generálů (za vojenské úspěchy jmenoval devět hrabat a jednoho markýze).
V éře Čcheng-chua bylo v systému wej-suo základem mingské armády cca 500 pluků (wej) složených z praporů (suo) rozmístěných po říši. Teoreticky v nich mělo být na 3 miliony vojáků, reálný stav byl sotva poloviční. Spravovány byly pěti hlavními vojenskými komisemi. V Pekingu a okolí bylo posádkou přes 70 pluků císařských gard, které teoreticky měly mít dalších milion mužů, ale jejich skutečný početní stav byl mnohem nižší. Navíc mnoho jejich vojáků pracovalo jako dělníci, naopak byly jmenovány (a placeny) desetitisíce nadpočetných důstojníků. Císařské gardy nepodléhaly pětici hlavních vojenských komisí. Nepodléhalo jim také devět obranných oblastí podél severní hranice, které disponovaly cca 300 tisíci vojáků, lépe zásobených a cvičených než vnitrozemské oddíly.
V poslední třetině 15. století už byla vojenská kvalita dědičného důstojnictva mnohem nižší a jeho sepětí s trůnem slabší než počátkem století. Namísto nekompetentní druhé či třetí generace potomků kdysi úspěšných vojevůdců tak řídili vojenské záležitosti spíše civilní úředníci a eunuši věnující se vojenské kariéře. Armády nyní vedli úředníci věnující se i vojenským záležitostem, k nejpřednějším z nich patřili Chan Jung (1422–78), Wang Jüe (1426–99), Siang Čung (1421–1502) a Ma Wen-šeng (1426–1510).

### Vojenská reforma
Čcheng-chua vzápětí po nástupu na trůn zavedl výběr důstojníků ve speciálních zkouškách. Více se však vojenské zkoušky rozšířily v 70. letech 15. století. Současně císař radikálně zreformoval vojenský výcvik pluků pekingské posádky. Dosud byli vojáci z provincií posíláni do tří velkých táborů, ve kterých probíhal výcvik pěchoty (v Táboru pěti armád), jízdy (v Táboru tří tisíc) a jednotek vyzbrojených střelnými zbraněmi (v Dělostřeleckém táboru). V květnu 1464 císař přikázal obnovit jednotný výcvikový sbor (existující už v letech 1449–1457) a rozdělit ho na dvanáct divizí po deseti tisících lidech. Vojáci sboru byli vybráni z více než 300 tisíc vojáků tří táborů, přespočetní se vrátili zpět do provincií.
Smyslem opatření bylo ve smíšených divizích naučit taktické souhře pěchotu, jízdu a jednotky vyzbrojené střelnými zbraněmi, předtím ve třech táborech cvičených samostatně. Celkové velení nad těmito divizemi měl markýz Sun Ťi-cung, fakticky po vojenské stránce divize vedl eunuch Liou Jung-čcheng, 73letý veterán Jung-leho časů. V každé divizi byl zástupcem velitele eunuch, jehož funkce se nazývala ťien-ťiang nej-čchen, palácový dozorčí nad střelnými zbraněmi. Střelné zbraně byly totiž ostře hlídány císařovým nejdůvěryhodnějším personálem. Od poloviny 70. let byly (v důsledku vlivu Wang Č’a) divize kompletně pod velením eunuchů.
Nově vycvičený pekingský sbor se účastnil úspěšných kampaní na severní hranici – porážek Mongolů roku 1471, 1473 a 1480 a Džürčenů v letech 1467 a 1479. V bojích jeho vojáci získali reputaci krutých zabijáků, což v případě povstání v západním Šen-si roku 1478 vedlo k jejich uvedení do pohotovosti, ale na radu Pcheng Š’a zůstali v Pekingu; obával se totiž o civilní obyvatelstvo v případě jejich nasazení. Nicméně malé oddíly byly použity proti povstalým kmenům Jao v Kuang-si. V pozdějších letech sbor oslabil, když byl částečně využíván jako pracovní síla pro veřejné i soukromé práce, a stal se proto předmětem kritiky; v počátcích éry Čcheng-chua však byl silný a efektivní.

### Povstání a války vjihozápadním pohraničí
Povstání Jaoů v Kuang-si v čele s kmenovým vůdcem Chou Ta-kouem nazrávalo od 50. let a vypuklo roku 1464. Současně se vzbouřili i Miaové a Čuangové. Centrum povstání bylo v horské krajině 120–160 km severozápadně od sídla prefektury Sün-čou (dnes Kuej-pching). Rebelové nepříjemně překvapili Číňany přenesením bojů z hor do hustě osídlených pobřežních oblastí Kuang-tungu. Povstání a pohyby vojsk se rozšířily i do jižního Chu-kuangu, Kuej-čou a Ťiang-si. Místní hodnostáři doufali, že Jaoy uklidní amnestií a dary. Ministr vojenství Wang Chung však rozhodl o rázné odpovědi. Jmenoval do čela expediční armády generála Čao Fua, vojsko však fakticky vedl jeho zástupce Chan Jung, nový guvernér Kuang-tungu. K dispozici měli 30 tisíc vojáků, včetně tisícovky obávaných mongolských jízdních lučištníků, a na 160 tisíc mužů místních sil. Roku 1466 Chan Jung ve dvou kolonách, které přitáhly od severu z Chu-kuangu a od západu z Kuang-tungu, zaútočil na jádro povstaleckého území a v sérii urputných bitev je dobyl. Pacifikace regionu trvala ještě několik let. Chan Jung, který zůstal na jihu do roku 1468, reorganizoval místní správu zřízením nového kraje v místě, posílením koordinace mezi úřady Kuang-tungu a Kuang-si a vtažením jaoských předáků do mingské správy.
Povstání Chou Ta-koua bylo nejsilnější vzpourou menšinových národů jihozápadu konce 15. století, ne však jedinou. Miaové se bouřili společně s Jaoy i v následujících letech různě po jihozápadní Číně. Na pomezí Kuej-čou a Chu-kuangu je opakovaně porážel generál Li Čen, který šířil mezi porobenými národy strach a hrůzu; pobil se svou armádou tisíce miaoských rebelů roku 1467 a znovu v letech 1475–1476. Na pomezí Kuej-čou a S’-čchuanu proběhlo jiné povstání v letech 1466–1468, k jeho potlačení byla vyslána armáda v čele s ministrem vojenství Čcheng Sinem. I zde se povstání opakovalo, v letech 1477–1480. Další série miaoských rebelií postihla v 60. a 70. letech jižní S’-čchuan a byla zadušena silou tamním guvernérem Čang Canem, který střídavě bojoval s Miaoy na jihu provincie a Tibeťany na severozápadu.
Bouřili se i Čuangové, kvůli používání otrávených střel obávaní bojovníci. V bojích s Chou Ta-kouem byli najati proti Jaoům, ale do konce 15. století se dvakrát postavili proti mingské vládě.

### Ťing-siangské povstání
Ťing-siangské povstání v letech 1465–1476 bylo největším čínským povstáním v 15. století a snad i největším sociálním otřesem mingského státu mezi občanskou válkou 1399–1402 a povstáním Li Š’-čchenga v závěrečných letech mingské doby. Jméno neslo po prefekturách Ťing-čou a Siang-jang v severozápadním rohu Chu-kuangu.
V raném mingském období byly prefektury Ťing-čou a Siang-jang prakticky pusté, ale od 30. letech 15. století se začala zalidňovat ilegálními přistěhovalci. V 60. letech severní Čínu a dolní a střední tok Jang-c’-ťiang opakovaně postihovaly hladomory. Počet uprchlíků v oblasti Ťing-siang žijících nezávisle na státu proto vzrostl na necelé dva miliony. Do čela se jim postavil Liou Cchung, který sjednotil drobné lupičské bandy, prohlásil se králem z Chan a začal vytvářet vlastní administrativu a organizovat desetitisícovou armádu. Vláda odpověděla vysláním vojsk v čele s veteránem ze severních hranic Ču Jungem, hrabětem z Fu-ning, a Paj Kuejem, ministrem prací. Ti roku 1465 shromáždili vojska z několika provincií, včetně oddílů Li Čena z Chu-kuangu, a rozdrtili povstání. Sám Liou Tchung padl do zajetí v létě 1466.
Problém se slabostí úřední správy zůstal, a když se do regionu roku 1470 kvůli hladomoru nahrnulo dalších 900 tisíc lidí, vypukla nová vzpoura. K potlačení povstání byl vyslán Siang Čung, tehdy hlavní cenzor. V provincii Chu-kuang sebral, s pomocí Li Čena, 250tisícovou armádu. S ní rebelii rozdrtil, přičemž nechal stovky lidí popravit, tisíce poslat do vyhnanství a 1,5 milionu navrátit do jejich domovin.
Lidé se však do regionu začali vracet a v létě 1476 se opět vzbouřili. Tehdy vláda vyslala do oblasti k prozkoumání sociálních a hospodářských podmínek cenzora Jüan Ťiea a v metropoli se rozvinula živá diskuze o možnostech řešení problému. Vláda se rozhodla řešit problémy pomocí sociálních a organizačních opatření v regionu a pověřila Jüan Ťiea jejich zavedením. Jüan Ťie uznal práva přistěhovalců na jimi obdělávané pozemky a zaregistroval přes 113 tisíc rodin s 438 tisíci členy. Na jeho návrh bylo zřízeno několik nových okresů a koncem roku 1476 i nová prefektura Jün-jang. V sídle nové prefektury vzniklo obranné vojenské velitelství s kompetencí i pro přilehlé okresy sousedních provincií. Za rok práce se mu podařilo zavedením řádné správy stabilizovat situaci a uklidnit region.

### Zahraniční politika a pokus odobytí Chami
Mingská přítomnost za hranicí vlastní Číny byla jen formální, omezovala se na udělování titulů, hodností a obchodních privilegií, bez zasahování do života dotčených útvarů. Státy a kmeny na sever a severozápad od mingské Číny měly zájem o styky a obchod s Mingy; početnost i frekvence tributních poselstev proto rostla. K nevoli Číňanů ale Mongolové neváhali s nájezdy, kterými si chtěli vynutit rozšíření obchodu a více železa, zrna, řemeslných výrobků a luxusního zboží. Mingské tituly mohly podpořit legitimnost vlády obdařených, přinášely právo na obchod ve formě tributních vztahů a mingská vláda se mohla cítit zavázána k diplomatické a vojenské pomoci dotyčným. Neplynula z nich však žádná úřední moc vůči poddaným, jako ve vlastní Číně. Ani Číňané neměli iluze o své moci v severních stepích, nepromeškali však žádnou příležitost k rozšíření svého vlivu a prestiže.
Za Čcheng-chuy se mingské zájmy ve střední Asii omezily na pokus o získání kontroly nad Chami, městem na Hedvábné cestě v dnešním Sin-ťiangu. Jeho ujgurští vládci vyznávali islám; uznávali mingskou svrchovanost a od mingských císařů obdrželi titul wang (král). Vládce Chami byl začátkem 70. let 15. století zabit knížetem přišlým z Mongolistánu, který se prohlásil sultánem Turfanu a vzápětí se dostal do války s „pohanskými“ (tj. nemuslimskými) Ojraty. Boje probíhaly na severozápadě jeho území v údolí Ili. V Pekingu zatím ministři diskutovali, zda střety a neklid v Chami vyřešit vojensky nebo diplomaticky (přerušením styků).
Roku 1473 se Mingové pokusili dosadit do Chami starou vládu. Bylo vysláno malé čínské vojsko podpořené dvěma mongolskými kmeny (největšími z mingských spojenců žijících mezi Čínou a Chami). Mongolů bylo 30 tisíc. Ale když spojenci došli k Chami, zjistili, že je nepřátelská armáda obešla, načež se Mongolové stáhli k obraně svých domovů. Osamocený čínský oddíl byl Turfanci snadno zlikvidován. Opětovně se začali Číňané do poměrů v Chami vměšovat až od začátku 90. let 15. století.

### Boje sMongoly a Džürčeny
V Mandžusku tamní džürčenští kmenoví náčelníci, kterých bylo 384, drželi formální mingské tituly velitelů pluků (wej). Obnovení mingské vojenské moci Čcheng-chua využil k útokům na Džürčeny v letech 1465 a 1479. Tažení proběhla s pomocí korejských vojsk a uspěla, když oslabila ťienčouské džürčenské kmeny a zanechala je rozdělené až do počátku 17. století.
Vzhledem k nejasné a proměnlivé politické situaci v Mongolsku o ní měli Číňané jen mlhavé představy. Mongolové byli v druhé polovině 15. století rozděleni na Urianchajce severně a severovýchodně od pekingské oblasti, tümedské Mongoly severně od Šan-si a ordoské Mongoly v Ordosu severně od Šen-si. Obyvatelstvo dnešního Mongolska žijící za těmito skupinami Číňané označovali za Tatary. A konečně na severozápadě podél čínsko-mongolské hranice a Hedvábné stezky se rozkládala řada malých knížectví. Ze všech mongolských skupin byli Urianchajci nejstabilnější a nejtěsněji spojeni s Mingy.
Roku 1468 povstali Mongolové v Ku-jüanu, jednom z pohraničních velitelství ležícím na půl cestě mezi Si-anem a Lan-čou. Tamější Mongolové zde byli usazeni od konce 60. let 14. století a podléhali vlastním dědičným náčelníkům. V červnu 1468 z nejasných příčin povstali, opevnili se v horách severně od města a rozdrtili místní mingské oddíly. Poté vláda na místo vyslala armádu v čele se Siang Čungem a Ma Wan-šengem, tehdy hlavním cenzorem sloužícím jako guvernér Šen-si. Na podzim 1468 armáda zaútočila a během několika měsíců rebely zlikvidovala, poslední počátkem roku 1469.
Incident v Ku-jüanu u části pekingských hodnostářů vzbudil obavy z Mongolů usazených na čínském území a jejich eventuálního spojení s Mongoly za hranicí a dokonce i s Tibeťany. Současně totiž (roku 1468 i 1469) útočili nájezdníci z Mongolska na Jü-lin. Velitelé reorganizované pekingské posádky zdůrazňovali nebezpečí. Toužili totiž po boji, aby mohli vyzkoušet své oddíly a získali kořist a slávu. Proti nim se postavili velcí sekretáři Pcheng Š’ a Šang Lu, kteří namítali, že rebelie je poražena.
Vyřešení situace dostal za úkol Wang Jüe, nejschopnější ze stoupenců válečné strany spojených s eunuchy a dvořany, přeložený koncem roku 1469 do Jü-linu. Roku 1470 v sérii bitev porazil mongolské nájezdníky. Paj Kuej, oponent válečné strany a nyní ministr vojenství, poslal na místo Jü C’-ťüna jako guvernéra (v úřadě zůstal do roku 1477). Jü C’-ťün spolu s Wang Jüem stabilizoval situaci. Zatímco Wang porážel Mongoly v poli (v letech 1471 a 1473), Jü naplánoval výstavbu obranné zdi v Ordosu. Vláda v obavě z nákladů na stavbu váhala a dala svolení až po třech letech, roku 1474. Poté 40 tisíc vojáků během několika měsíců postavilo 1777 li (1000 km) dlouhou zeď vysokou 9 metrů a s množstvím věží a dalších podpůrných staveb. Zeď se osvědčila při velkém útoku v létě 1482.
Mongolské nájezdy nicméně pokračovaly i poté. Koncem 15. století mongolskou sílu částečně obnovil Batü Möngke, od roku 1483 veliký chán Mongolů. Pod jeho vedením Mongolové obnovili útoky na čínské území a mingská vítězství ze 70. let 15. století tak přišla vniveč.

## Smrt a význam

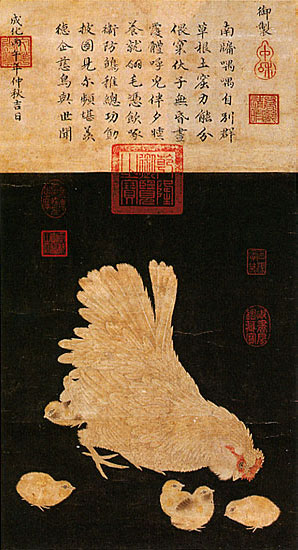
Malba kvočny a kuřat z doby dynastie Sung (960–1279), nahoře s písemnou chválou císaře Čcheng-chuy, popisující jeho obdiv k obrazu

Čcheng-chua zemřel 9. září 1487. Je pohřben v mauzoleu Mao-ling (茂陵). Obdržel posmrtné jméno Čchun chuang-ti (純皇帝) a chrámové jméno Sien-cung (憲宗). Nastoupil po něm jeho nejstarší žijící syn Ču Jou-tchang, známý jako císař Chung-č’.
Ve vojenských i civilních záležitostech je císař hodnocen kladně za to, že následoval rady schopných politiků jako byli Li Sien a Pcheng Š’. Rozbroje mezi regionálními klikami úředníků nepřevýšily únosnou míru. Politicky a kulturně byla éra Čcheng-chua obdobím přechodu – dobou vzestupu dominance civilních úředníků nad vojáky, růstu vlivu jižanů, posunu kulturního centra z Ťiang-si na dolní tok Jang-c’-ťiang.
Císař však nemůže být zbaven odpovědnosti za prodej úřadů klikou kolem paní Wan a eunuchů, mnoho z takto jmenovaných byli jeho oblíbenci. Císařova opatrnost a flegmatičnost sice bránila jeho úplnému ovládnutí kýmkoliv, nicméně paní Wan a někteří eunuchové zneužívali jeho přízeň k osobnímu obohacování.
Přesto byla jeho vláda jedním z nejlepších období mingské historie. Excesy eunuchů byly vyváženy dlouhodobými klady, z nichž nejvýznamnějším bylo proniknutí na území kmenů Jao v Kuang-tungu a Kuang-si, což zabezpečilo údolí Západní řeky a některých jejích přítoků pro dopravu a osídlení. Podobně expedice roku 1465 proti domorodcům jižně od Lu-čou v S’-čchuanu eliminovaly hrozbu pro dopravu na Jang-c’-ťiang. Vojenské reformy posílily armádu za současného zvýšení vlivu eunuchů, kteří byli zpravidla přinejmenším druzí ve velení. V několika útocích byli oslabeni Džürčeni, kteří poté nebyli závažnou hrozbou po celé století. Vybudování 1000 km dlouhé Velké zdi v Šen-si roku 1474 zajistilo obranu proti Mongolům v ohbí Žluté řeky.

## Císařovny, potomci
Císař Jing-cung měl celou řadu manželek, titul císařovny nosily dvě z nich z nich, po císařově smrti ho obdržely další dvě:
- Císařovna Wu (吴, † 1468), roku 1464 zbavena hodnosti císařovny.

- Císařovna Wang (王), posmrtným jménem císařovna Siao-čen-čchun (孝貞純皇后, Siao-čen-čchun chuang-chou; † 1518), stala se císařovnou roku 1464.

- Císařovna Siao-mu (孝穆皇后, Siao-mu chuang-chou; † 1476), příjmením Ťi (紀). Matka císaře Chung-č’, titul císařovny obdržela posmrtně po nástupu Chung-č’a na trůn.

- Císařovna Siao-chuej (孝惠皇后, Siao-chuej chuang-chou; † 1522), příjmením Šao (邵). Matka Ču Jou-jüana, otce císaře Ťia-ťinga. Povýšena na císařovnu Ťia-ťingem.

| Příjmení (titul) matky       | #   | Jméno                  | Narození – úmrtí                                          | Posmrtné jméno  | Titul                | Udělení titulu |
| ---------------------------- | --- | ---------------------- | --------------------------------------------------------- | --------------- | -------------------- | -------------- |
| ∞ Wan (Mo kuej-fej)          | 1.  | bezejmenný syn         | 1466–1466                                                 |                 |                      |                |
| ∞ Paj (Sien-fej)             | 2.  | Ču Jou-ťi (朱祐极)     | 1469–1472                                                 | Tao-kung (悼恭) | korunní princ        | 1471           |
| ∞ Ťi (císařovna Siao-mu)     | 3.  | Ču Jou-tchang (朱祐樘) | 1470–1505                                                 | Ťing-ti         | korunní princ        | 1475           |
| ∞ Ťi (císařovna Siao-mu)     | 3.  | Ču Jou-tchang (朱祐樘) | Po smrti Čcheng-chuy roku 1487 vládl jako císař Chung-č’. |                 |                      |                |
| ∞ Šao (císařovna Siao-chuej) | 4.  | Ču Jou-jüan (朱祐杬)   | 1476–1519                                                 | Sien-ťi (獻帝)  | kníže ze Sing (興王) | 1487           |
| ∞ Šao (císařovna Siao-chuej) | 4.  | Ču Jou-jüan (朱祐杬)   | Otec císaře Ťia-ťinga, vládnoucího v letech 1521–1567.    |                 |                      |                |
| ∞ Šao (císařovna Siao-chuej) | 5.  | Ču Jou-lun (朱祐棆)    | 1478–1501                                                 | Chuej (惠)      | kníže z Čchi (岐王)  | 1487           |
| ∞ Šao (císařovna Siao-chuej) | 8.  | Ču Jou-jün (朱祐枟)    | 1481–1507                                                 | Ťing (靖)       | kníže z Jung (雍王)  | 1487           |
| ∞ Čang (Te-fej)              | 6.  | Ču Jou-ping (朱祐槟)   | 1479–1539                                                 | Tuan (端)       | kníže z I (益王)     | 1487           |
| ∞ Čang (Te-fej)              | 7.  | Ču Jou-chuej (朱祐楎)  | 1479–1538                                                 | Kung (恭)       | kníže z Cheng (衡王) | 1487           |
| ∞ Čang (Te-fej)              | 11. | Ču Jou-pcheng (朱祐梈) | 1484–1541                                                 | An (安)         | kníže ze Žu (汝王)   | 1491           |
| ∞ Jao (An-fej)               | 9.  | Ču Jou-č' (朱祐榰)     | 1481–1545                                                 | Ting (定)       | kníže ze Šou (壽王)  | 1491           |
| ∞ Wang (Ťing-fej)            | 10. | bezejmenný syn         | 1483–1483                                                 |                 |                      |                |
| ∞ Jang (Kung-fej)            | 12. | Ču Jou-šun (朱祐橓)    | 1485–1537                                                 | Ťien (簡)       | kníže z Ťing (涇王)  | 1491           |
| ∞ Jang (Kung-fej)            | 14. | Ču Jou-kchaj (朱祐楷)  | 1487–1503                                                 | I (懿)          | kníže ze Šen (申王)  | 1491           |
| ∞ Pchan (Tuan-fej)           | 13. | Ču Jou-šu (朱祐樞)     | 1486–1539                                                 | Čuang (莊)      | kníže ze Žung (榮王) | 1491           |

| Příjmení (titul) matky | #  | Titul                             | Narození – úmrtí | Sňatek            | Manžel               |
| ---------------------- | -- | --------------------------------- | ---------------- | ----------------- | -------------------- |
| ∞ Wang (Šun-fej)       | 1. | princezna Žen-che (仁和公主)      | 1476–1534        | 1489              | Čchi Š'-mej (齊世美) |
|                        | 2. | princezna Jung-kchang (永康公主)  |                  | 1493              | Cchuej Jüan (崔元)   |
|                        | 3. | princezna Te-čching (德清公主)    | ?–1548           | 1496              | Lin Jüe (林岳)       |
|                        | 4. | bezejmenná dcera                  | bezejmenná dcera | bezejmenná dcera  |                      |
|                        | 5. | princezna Čchang-tchaj (長泰公主) | ?–1487           |                   |                      |
| ∞ Jüe (Ťing-fej)       | 6. | princezna Sien-jou (仙遊公主)     | ?–1492           | Zemřela v dětství | Zemřela v dětství    |